# Почему мы сражаемся
«Почему мы сражаемся» (англ. Why We Fight) — серия из семи документальных фильмов, снятых по заказу правительства Соединённых Штатов во время Второй мировой войны. Фильмы носили пропагандистский характер и демонстрировались солдатам армии США для оправдания их участия в войне. Позже они были также показаны американской публике, чтобы убедить их поддержать американское участие в войне.
Большинство серий были режиссированы Фрэнком Капра. Перед режиссёром ставилась трудная задача. Нацию, поддержавшую президента Рузвельта в невмешательстве в войну, нужно было убедить в необходимости участия США в европейской войне против Италии, Третьего Рейха и их сателлитов.

## Производство

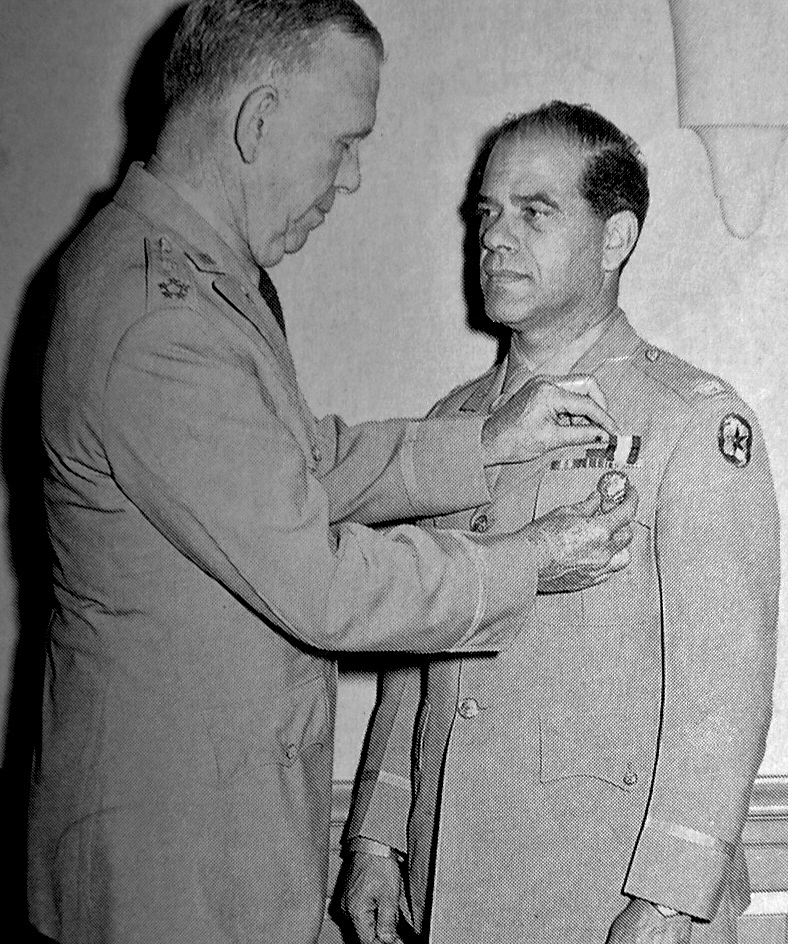
Джордж Маршалл награждает Фрэнка Капру медалью «За выдающиеся заслуги», 1945 год

Эпизоды фильма были смонтированы с 1942 по 1945 год, семь серий хронометражом в диапазоне от 40 до 76 минут.
Режиссёр Фрэнк Капра был привлечён к работе над сериалом вскоре после нападения японцев на Перл-Харбор. Он был направлен на работу непосредственно под руководство Джорджа Маршалла, бывшего на тот момент начальником штаба Армии США. Маршалл считал, что Signal Corps (Корпус связи войск США) был не в состоянии производить «чувствительные и объективные информационные фильмы» для солдат, поэтому решил обратиться к опытному режиссёру, ставшему к началу войны трижды обладателем «Оскара» в номинации «Лучшая режиссёрская работа». Сорежиссёром Фрэнка Капры стал Анатоль Литвак, также известный в США режиссёр. Он родился в Российской империи, в 1925 году иммигрировал сначала в Германию, затем во Францию, а после и в США. Знание русского, немецкого и французского языка очень помогло при создании эпизодов фильма. Анимационные вставки в эпизодах производились на студии Уолта Диснея. Музыка для серий была исполнена оркестром ВВС армии США.

## Эпизоды
- Прелюдия к войне (англ. Prelude to War)
- Нападение нацистов (англ. The Nazis Strike)
- Разделяй и властвуй (англ. Divide and Conquer )
- Битва за Британию (англ. The Battle of Britain )
- Битва за Россию (англ. The Battle of Russia)
- Битва за Китай (англ. The Battle of China)
- Война пришла в Америку (англ. War Comes to America)

## Оценки
- Эпизод «Прелюдия к войне» в 1943 году получил кинопремию «Оскар» в номинации лучший документальный полнометражный фильм, а эпизод «Битва за Россию» в 1944-м участвовал в той же номинации.
- В 2000-м году Библиотека Конгресса США посчитала фильмы «культурно значимыми», и выбрала их для сохранения в Национальный реестр фильмов. Все серии фильма доступны как общественное достояние.